# ژان-برتران آریستید
ژان-برتران آریستید (انگلیسی: Jean-Bertrand Aristide؛ زادهٔ ۱۵ ژوئیهٔ ۱۹۵۳) یک سیاست‌مدار اهل هائیتی است.
آریستید در کودتای ۲۰۰۴ پس از حمله شبه نظامیان سابق ارتش سابق ارتش از سراسر مرز دومینیکن، از ریاست جمهوری برکنار شد. آریستید مجبور به تبعید به آفریقای جنوبی شد. وی سرانجام در سال ۲۰۱۱ پس از هفت سال تبعید به هائیتی بازگشت.
یش از ۲۰۰ سال بعد از شورش بردگان که منجر به شکل‌گیری ملت هائیتی شد و بر نظامیان ناپلئون غلبه کردند مردم زجر کشیده این کشور درنهایت توانستند در یک انتخابات یک حکومت دموکراتیک واقعی را تحت رهبری ژان برتران آریستید در سال ۱۹۹۱ بر سر کار بیاورند. اما حکومت آرستید تنها پس از ۸ ماه دوام، در یک کودتای نظامی مورد حمایت آمریکا سرنگون شد. هر چند دوباره آرستید با حمایت مردمی توانست در سال ۲۰۰۰ دوباره بر سر کار بیاید. اما کودتای سال ۲۰۰۴ که با اردوکشی و ایجاد خشونت هائیتی را به بی‌ثباتی کشاند، باعث شد تا بهانه برای آمریکا برای خارج کردن آرستید از قدرت ایجاد شود.